# Порта Портезе
Порта Портезе (на италиански: Porta Portese) е врата в Рим, Италия.
Построена е през 1644 г. от Винченцо Макулани, служител на папа Урбан VIII, вместо древната врата Porta Portuensis на Via Portuensis. Намира се на хълма на стената Яникул в Рим на десния (западен) бряг на р. Тибър, в района Трастевере. Папа Инокентий X през средата на 17 век заменя Porta Portuensis с новата Порта Портезе, намираща се на 450 метра северно. През 1714 г. е поправена от папа Климент XI.
Днешната улица Via Portuense в Рим започва от Porta Portese.